# Horsfieldia perangusta
Espèce
Statut de conservation UICN

 VU  : Vulnérable
Horsfieldia perangusta est une espèce de plantes de la famille des Myristicacées.